# Matthias Hinze
Matthias Hinze (Berlijn, 7 februari 1969 - aldaar, 13 april 2007) was een Duitse acteur.
Matthias werd geboren als de zoon van acteur Lothar Hinze, onder andere bekend door zijn rol in JAG. Tussen 1988 en 1990 volgde Hinze een opleiding aan Acteerschool Maria Körber in Berlijn. Na deze acteerschool volgde hij vanaf 1990 zes jaar lang een zangopleiding bij prof. Richard Gsell in Berlijn. Landelijke bekendheid kreeg hij door zijn rol als Peter Becker in de Duitse soapserie Gute Zeiten, Schlechte Zeiten.
Hinze was getrouwd met Melanie Werth, de dochter van actrice Eva-Marie Werth. Zijn schoonzus is actrice Julien Haggége. Matthias is vader van twee dochters. Hij overleed op 13 april 2007 op 38-jarige leeftijd. 

## Filmografie
| Televisie | Televisie                     | Televisie        | Televisie                                         |
| Jaar      | Productie                     | Rol              | Opmerkingen                                       |
| --------- | ----------------------------- | ---------------- | ------------------------------------------------- |
| 1984      | Eine Klasse für Sich          | Onbekend         |                                                   |
| 1986      | Teufels Großmutter            | Friedrich        |                                                   |
| 1986      | Ich heirate eine familie      | Bestuurder       | Afl. Heimlichkeiten                               |
| 1986      | Wartesaal zum kleinen Glück   |                  |                                                   |
| 1986      | Hafendetektiv                 |                  |                                                   |
| 1987      | Berliner Weiße mit Schuß      | Ulrich Kleinert  |                                                   |
| 1988      | Nordlichter                   | Onbekend         |                                                   |
| 1988      | Die Schwarzwaldklinik         | Arko             | Afl. Ein kleiner Teufel Afl. Der kranke Professor |
| 1988      | Feuersturm und Asche          |                  |                                                   |
| 1989      | Der Landartz                  | Ambulancebroeder |                                                   |
| 1989      | War and Remembrance           | Manfred Rommel   | Amerikaans                                        |
| 1989      | Aktenzeichen XY … ungelöst    |                  |                                                   |
| 1992      | Gute Zeiten, Schlechte Zeiten | Peter Becker     | Episode 1-85                                      |

## Spreekrollen (selectie)
Matt Damon
- 1997: Good Will Hunting, rol: Will Hunting
- 1998: Der Soldat James Ryan, rol: James Ryan
- 1998: Rounders, rol: Mike McDermott
- 1999: Der talentierte Mr. Ripley, rol: Tom Ripley
- 1999: Dogma, rol: Loki
- 2000: All die schönen Pferde, rol: John Grady Cole
- 2001: Jay und Silent Bob schlagen zurück, rol: Will Hunting/Matt Damon
- 2001: Ocean’s Eleven, rol: Linus Caldwell
- 2002: Die Bourne Identität, rol: Jason Bourne
- 2003: Unzertrennlich, rol: Bob
- 2004: Ocean’s 12, rol: Linus Caldwell
- 2005: Syriana, rol: Brian Woodman
- 2005: Brothers Grimm, rol: Wilhelm Grimm
- 2006: Departed – Unter Feinden, rol: Sergeant Sullivan

### Films
- 1988: voor Andras Jones in Nightmare on Elm Street 4, rol: Rick
- 1988: voor Michael Jackson in Moonwalker, rol: Michael
- 1992: voor Chris O’Donnell in Der Außenseiter, rol: Chris Reece
- 1993: voor John Ortiz in Carlito’s Way, rol: Guajiro
- 1993: voor Rawle D. Lewis in Cool Runnings – Dabei sein ist alles, rol: Junior Bevil
- 1995: voor Hiro Yuuki in Dragon Ball Z – Der Film, deel 2, rol: Tapion
- 1996: voor Matt Dillon in Beautiful Girls, rol: Tommy 'Birdman' Rowland
- 1998: voor Jason Marsden in Der König der Löwen 2 – Simbas Königreich, rol: Kovu
- 1998: voor Matthew Settle in Ich weiß noch immer, was du letzten Sommer getan hast, rol: Wil Benson
- 1999: voor Wes Bentley in American Beauty, rol: Ricky Fitts
- 1999: voor Jason London in Carrie 2 – Die Rache, rol: Jesse Ryan
- 1999: voor Casper Van Dien in Sleepy Hollow, rol: Brom van Brunt
- 2000: voor Scott Caan in Nur noch 60 Sekunden, rol: Tumbler
- 2000: voor Timothy Olyphant in Der Club der gebrochenen Herzen, rol: Dennis
- 2000: voor Hal Sparks in Ey Mann, wo is’ mein Auto?, rol: Zoltan
- 2000: voor James Marsden in X–Men, rol: Scott Summers/ Cyclops
- 2001: voor Jason Behr in Schiffsmeldungen, rol: Dennis Buggit
- 2001: voor Barna Moricz in Jason X, rol: Kicker (E-X Grunt)
- 2001: voor Johnny Strong in The Fast and the Furious, rol: Leon
- 2001: voor Woody Jeffreys in Schrei wenn Du kannst als Brian
- 2002: voor Michael Roof in xXx – Triple X, rol: Agent Toby Lee Shavers
- 2003: voor Mark Ruffalo in Flight Girls, rol: Ted Stewart
- 2003: voor Mark Ruffalo in Mein Leben ohne mich, rol: Lee
- 2003: voor James Marsden in X–Men 2, rol: Scott Summers/ Cyclops
- 2004: voor Jeff East in Superman, rol: jonge Clark Kent
- 2004: voor Toby Kebbell in Alexander, rol: Pausanius
- 2004: voor Jonny Lee Miller in Melinda und Melinda, rol: Lee
- 2005: voor Rupert Penry–Jones in Match Point, rol: Henry
- 2005: voor Michael Roof in XXx 2 – The Next Level, rol: Agent Toby Lee Shavers
- 2006: voor Tobias Menzies in Casino Royale, rol: Villiers
- 2006: voor James Marsden in X–Men: Der letzte Widerstand, rol: Scott Summers/Cyclops
- 2006: voor James Marsden in Superman Returns, rol: Richard White

### Series
- 1990–1991: voor Sasha Mitchell in Dallas, rol: James Beaumont
- 1993–1994: voor Billy Jayne in Parker Lewis – Der Coole von der Schule, rol: Mikey Randall
- 1993–2001: voor Éric Legrand in Sophie und Virginie, rol: Frédérique Rochambeau
- 1995: voor Kaneto Shiozawa in Rock ’n’ Roll Kids, rol: Eichi Tono
- 1999–2002: voor Michael Trucco in Pensacola – Flügel aus Stahl, rol: Spoon
- 2000: voor Jason Behr in Dawson’s Creek, rol: Chris Wolfe
- 2001–2007: voor Geoff Stults in Eine himmlische Familie, rol: Ben Kinkirk
- 2003: voor Sean Whalen in Special Unit 2 – Die Monsterjäger, rol: Sean Radmon
- 2003–2004: voor Nestor Carbonell in Kim Possible, rol: Senior Senior Junior
- 2003–2004: voor Otoya Kawano in X – Die Serie, rol: Seishiro Sakurazuka
- 2003–2008: voor Bradley Cooper in Alias – Die Agentin, rol: Will Tippin
- 2005: voor Ryoutarou Okiayu in Gundam Seed, rol: Andrew Waltfeld
- 2005, 2007: voor Greg Cipesals in W.i.t.c.h., rol: Caleb
- 2005–2009: voor Joey McIntyre in Boston Public, rol: Colin Flynn
- 2006: voor Takahiro Sakurai in Meine Liebe, rol: Orpherus
- 2006: voor Tobias Menzies in Rom, rol: Marcus Iunius Brutus
- 2006–2011: voor Shuuichi Ikeda in Tenjo Tenge, rol: Shin Natsume
- 2007: voor Omid Abtahi in Over There – Kommando Irak, rol: Tariq Nassiri
- 2007: voor Eric Dane in Grey’s Anatomy, rol: Mark Sloan (1 aflevering)

### Videospelen
- Leon Kingdom Hearts (1 en 2)
- Ni.Bi.Ru – Der Bote der Götter

## Luisterboeken
- Robert Ludlum: Die Bourne Identität, RH Audio, ISBN 978-3-86604-563-7

## Nasychronisatie
Voor de Duitse televisie heeft Hinze de stemmen ingesproken voor acteurs als Matt Damon, James Marsden, Jason Behr, Scott Caan, Matt Dillon, Michael Jackson, Mark Ruffalo en vele anderen.